# Petropedètids
Els petropedètids (Petropedetidae) són una família d'amfibis de l'ordre dels anurs.

## Gèneres
- Anhydrophryne
- Arthroleptella
- Arthroleptides
- Cacosternum
- Dimorphognathus
- Ericabatrachus
- Microbatrachella
- Natalobatrachus
- Nothophryne
- Petropedetes
- Phrynobatrachus
- Phrynodon
- Poyntonia